# Dingxin, Dafang
Dingxin (kinesiska: 鼎新) är en etnisk minoritetssocken för yi- och miao-folken i sydvästra Kina. Den ligger i Dafang härad i staden Bijie i provinsen Guizhou, omkring 130 kilometer väster om provinshuvudstaden Guiyang.